# Präsidentschaftswahl in Polen 1990
Die Präsidentschaftswahl in Polen 1990 fand am 25. November und 9. Dezember 1990 statt und war die erste Volkswahl des polnischen Staatsoberhaupts. In der Stichwahl wurde der Gewerkschaftsführer und Friedensnobelpreisträger Lech Wałęsa für eine fünfjährige Amtszeit zum Präsidenten der Republik Polen gewählt.

## Hintergrund
Durch eine Verfassungsänderung vom 27. September 1990 wurde die Einführung einer Volkswahl für das Amt des Präsidenten und gleichzeitig die Verkürzung der Amtszeit des amtierenden Präsidenten Wojciech Jaruzelski beschlossen. Mit dem aktiven Wahlrecht wurden alle bei den Parlamentswahlen wahlberechtigten Bürger ausgestattet und mit dem passiven Wahlrecht diejenigen, die außerdem bis zum Tag der Wahl 35 Lebensjahre vollendet haben. Die Wahlvorschläge mussten eine schriftliche Unterstützung von mindestens einhunderttausend wahlberechtigten Bürgern vorweisen. Sollte am ersten Wahltag kein Kandidat über die notwendige Mehrheit von über 50 % der abgegebenen Stimmen verfügen, wird eine zweite Wahlrunde ausgerufen, die zwei Wochen nach dem ersten Wahltag stattfindet. Zu dieser sind die beiden Kandidaten zugelassen, die in der ersten Wahlrunde die meisten Stimmen erhalten haben (Stichwahl). Die Feststellung der Gültigkeit der Wahl und die Vereidigung des Präsidenten oblag der Nationalversammlung.

## Kandidaten

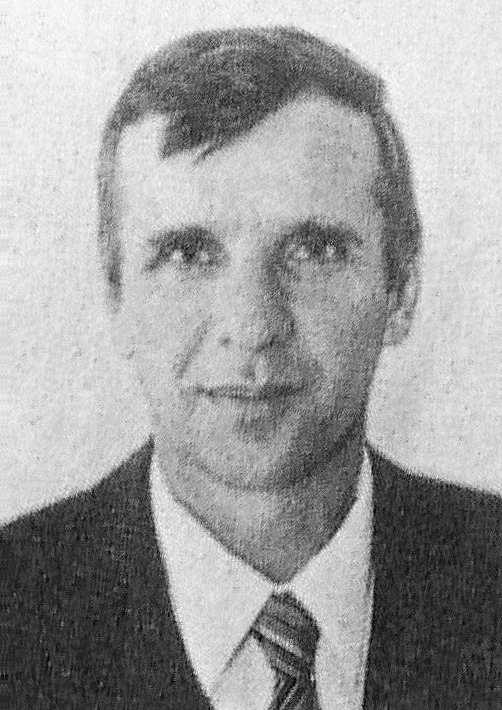
Roman Bartoszcze
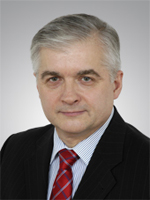
Włodzimierz Cimoszewicz
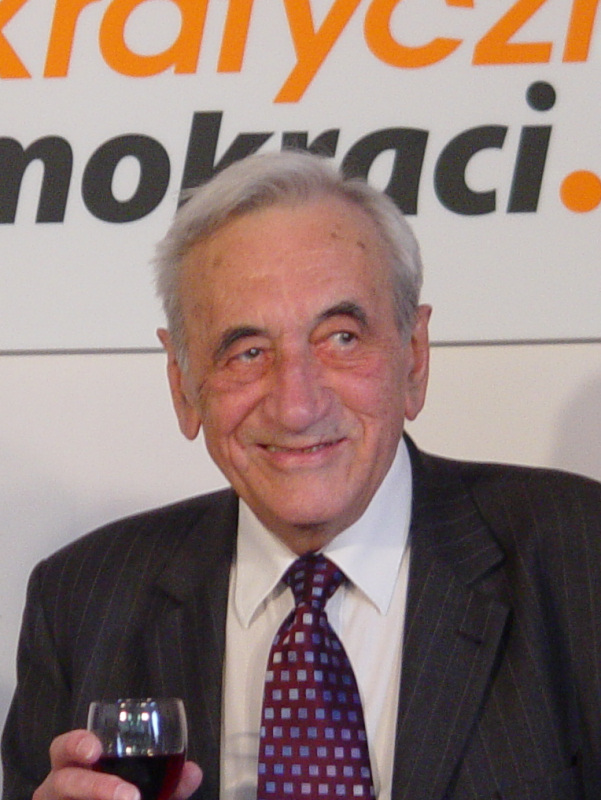
Tadeusz Mazowiecki
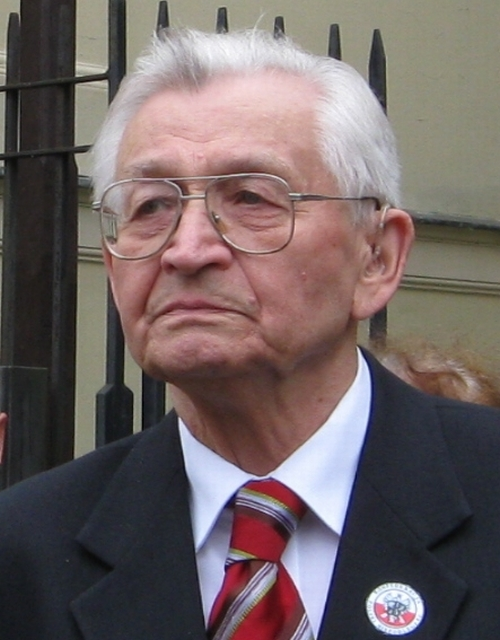
Leszek Moczulski
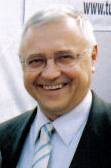
Stan Tymiński
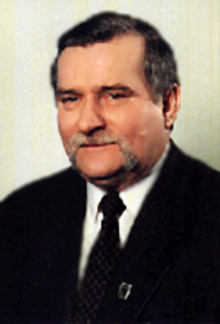
Lech Wałęsa

Folgende Kandidaten konnten in der angesetzten Frist 100.000 Unterschriften der Wahlberechtigten vorweisen und durften nach der Verifizierung dieser durch den Wahlausschuss an der ersten Wahlrunde teilnehmen:
- Roman Bartoszcze (1946–2015) – Landwirt, Abgeordneter im Sejm (seit 1989), Vorsitzender der Polnischen Bauernpartei, ehemaliger Aktivist der Gewerkschaft „Solidarność der Landwirte“ und Oppositioneller
- Włodzimierz Cimoszewicz (* 1950) – promovierter Jurist, Hochschullehrer, parteiloser Abgeordneter im Sejm (seit 1989), früheres Mitglied der PVAP, unterstützt durch die Sozialdemokratie der Republik Polen
- Tadeusz Mazowiecki (1927–2013) – Journalist und Verleger, amtierender Ministerpräsident, Abgeordneter im Sejm (seit 1989 und bereits 1961–1972), Aktivist der Gewerkschaft „Solidarność“ und früherer Oppositioneller, früheres Mitglied der katholischen Blockpartei „Znak“
- Robert Leszek Moczulski (1930–2024) – Jurist, Historiker und Journalist, ehemaliger nationalistischer Oppositioneller (Konföderation des Unabhängigen Polens), 1949–1950 Mitglied der PVAP
- Stanisław „Stan“ Tymiński (* 1948) – staatlich geprüfter Elektrotechniker, Geschäftsmann
- Lech Wałęsa (* 1943) – Elektriker, Vorsitzender der Gewerkschaft „Solidarność“ und Oppositioneller, Friedensnobelpreisträger (1983), unterstützt durch die Zentrumsallianz

Ein weiterer Kandidat reichte die Unterschriften fristgerecht ein, wurde jedoch nach der Prüfung von der Wahl ausgeschlossen, da die Unterlagen formale Mängel aufwiesen:
- Kornel Morawiecki (1941–2019) – promovierter Physiker, Hochschullehrer, ehemaliger Führer der konspirativen „Kämpfenden Solidarität“ (1982–1985)

## Ergebnis

Stimmmehrheiten nach Woiwodschaften im ersten Wahlgang

Stimmmehrheiten nach Woiwodschaften im zweiten Wahlgang

| Kandidaten                                         | Kandidaten              | Parteien                                   | 1. Wahlgang | 1. Wahlgang | 2. Wahlgang | 2. Wahlgang |
| Kandidaten                                         | Kandidaten              | Parteien                                   | Stimmen     | %           | Stimmen     | %           |
| -------------------------------------------------- | ----------------------- | ------------------------------------------ | ----------- | ----------- | ----------- | ----------- |
|                                                    | Lech Wałęsa             | Solidarność                                | 6.569.889   | 40,0        | 10.622.696  | 74,3        |
|                                                    | Stanisław Tymiński      | Parteilos                                  | 3.797.605   | 23,1        | 3.683.098   | 25,7        |
|                                                    | Tadeusz Mazowiecki      | Parteilos                                  | 2.973.364   | 18,1        |             |             |
|                                                    | Włodzimierz Cimoszewicz | Socjaldemokracja Rzeczypospolitej Polskiej | 1.514.025   | 9,2         |             |             |
|                                                    | Roman Bartoszcze        | Polskie Stronnictwo Ludowe                 | 1.176.175   | 7,2         |             |             |
|                                                    | Leszek Moczulski        | Konfederacja Polski Niepodległej           | 411.516     | 2,5         |             |             |
| Gesamt                                             | Gesamt                  | Gesamt                                     | 16.442.574  | 100         | 14.305.794  | 100         |
|                                                    |                         |                                            |             |             |             |             |
| Ungültige Stimmen                                  | Ungültige Stimmen       | Ungültige Stimmen                          | 259.426     | 1,6         | 344.243     | 2,3         |
| Wähler                                             | Wähler                  | Wähler                                     | 16.702.000  | 60,6        | 14.650.037  | 53,4        |
| Wahlberechtigte                                    | Wahlberechtigte         | Wahlberechtigte                            | 27.545.625  |             | 27.436.078  |             |
|                                                    |                         |                                            |             |             |             |             |
| Quellen: Dziennik Ustaw, 1. Wahlgang – 2. Wahlgang |                         |                                            |             |             |             |             |

## Nach der Wahl
Am 22. Dezember 1990 stellte die Nationalversammlung die Gültigkeit der Wahl fest. Wałęsa legte seinen Amtseid ab und ergänzte ihn mit einer religiösen Bekräftigung, die eigentlich in der Eidesformel nicht vorgesehen war.